# Bình Thuận (provincie)
Binh Thuan is een provincie van Vietnam. Het ligt aan de kust in de zuidelijke helft van het land. Het heeft 192 km kust, gaande van de Da Chetkaap (mũi Đá Chẹt) nabij Cà Ná in de provincie Ninh Thuận tot aan Binh Chau (Bình Châu) in Ba Ria-Vung Tau. In het noorden grenst te provincie aan Ninh Thuận, in het noordwesten aan Lam Dong, in het westen aan Đồng Nai en in het zuidwesten aan Ba Ria-Vung Tau.

## Aardrijkskundig

### Landschap
In Binh Thuan zijn er vier overheersende landschappen: lage bergen, heuvels, vlakten en zandheuvels en -duinen (nabij de kust). Voor de kust zijn er een aantal eilanden. Tien hiervan maken deel uit van het district Phu Quy en ze bevinden zich op 120 km van de hoofdstad Phan Thiet. Op het oppervlak van de provincie bevinden zich enkele hoge bergen zoals de Da My (núi Đa My, 1642 m), de Dang Sruin (1302 m), de Ong Trao (núi Ông Trao, 1222 m), de Gia Bang (núi Gia Bang, 1136 m), de Ong (núi Ông, 1024 m) en de Chi Ket (núi Chi Két, 1017 m). Enkele van de bergketens lopen door tot bij de zee en eindigen in enkele kapen, zoals de La Gankaap (mũi La Gàn), de Ke Gakaap (mũi Kê Gà), de Nekaap (mũi Né), de Romkaap (mũi Rơm) en de Nhokaap (mũi Nhỏ).

### Klimaat
De provincie Binh Thuan bevindt zich in de tropische regio en kent moessons en twee seizoenen. Het regenseizoen loopt van mei tot oktober en de rest van het jaar is droog. De gemiddelde temperatuur bedraagt 27 °C en de jaarlijkse neerslag is gemiddeld 1024 mm. De relatieve vochtigheid is gemiddeld 79% en gemiddeld zijn er jaarlijks 2459 uren zonneschijn.

### Transport
De hoofdstad van de provincie, Phan Thiet, ligt op 198 km van Ho Chi Minhstad en op 1518 km van Hanoi.
- Wegennet: Aangezien de provincie op de grote noord-zuidas ligt, zijn er tegenwoordig drie nationale wegen die Binh Thuan doorkruisen, die alle drie zijn vernieuwd en verbreed. De nationale 1A doorkruist Vietnam (en loopt voor 178 km door Binh Thuan), de nationale 55 gaat naar Ba Ria-Vung Tau en de nummer 28 loopt van Phan Thiet naar Huyen Di Linh (Huyện Di Linh) in de provincie Lam Dong. Het wegennet loopt tot in de districts- en gemeentelijke centra, naar de bergen en de andere economisch belangrijke regio's hebben eveneens de mogelijkheid om te investeren in de uitbreiding van het net.
- Spoorwegen: De noord-zuidspoorlijn loopt voor 190 km door de provincie en telt er elf stations, waarvan het belangrijkste Muong Man (ga Mương Mán) is. Voor de nabije toekomst zijn er plannen voor een nieuw toeristisch station in Phan Thiet.
- Zeewegen: Binh Thuan ligt aan de kust en bezit enkele eilanden. Er zijn internationale zeewegen die door de territoriale wateren van de provincie lopen. Nu is de bouw van de haven van Phu Quy voltooid, die schepen tot tienduizend ton kan ontvangen. De haven van Phan Thiet is in aanbouw en is voor schepen tot tweeduizend ton.
- Luchtbruggen: Er zijn plannen en er wordt gezocht naar geld voor een luchthaven in Phan Thiet.

### Elektriciteitsproductie
Er zijn drie belangrijke elektriciteitscentrales. Er zijn de waterkrachtcentrales van Da Nhim (Đa Nhim) en van Ham Thuan Da Mi (Hàm Thuân Đa Mi) en dan is er nog een dieselcentrale. Men is bezig het elektriciteitsnet van Phan Thiet te hervormen om te kunnen voldoen aan de noden van de bevolking en de industrie.

## Bevolking
Er leven 34 etniciteiten in Binh Thuan, waarvan de belangrijkste bestaat uit Kinh (dân tộc Kinh, etnische Vietnamezen). Hierna komen de Cham, de Giarai, de Hoa (hoofdzakelijk in de Duc Nghiawijk (phường Đức Nghĩa) in Phan Thiet), Co Ho, Tay, Cho Ro en Nung.

## Districten
De hoofdstad Phan Thiet, de districten Tuy Phong, Bac Binh, Ham Thuan Bac, Ham Thuan Nam, Ham Tan, Duc Linh, Tanh Linh en het eilandsdistrict Phu Quy.

## Geschiedenis
In het verre verleden maakte Binh Thuan deel uit van Nhat Nam (nước Nhật Nam), en vervolgens van het koninkrijk Champa. Door oorlogen is Champa beetje bij beetje zijn territoria verloren.
- 1653: De Nguyenheer Nguyen Phuc Tan (chúa Nguyễn Phúc Tần) voerde oorlog tegen Phan Lang, maar hij slaagde er slechts in de landen ten westen van Champa te veroveren.
- 1692: Nguyen Phuc Chu (chúa Nguyễn Phúc Chu) veroverde de rest en in 1694 stichtte hij de provincie Thuan Thanh (Thuận Thành trấn).
- 1697: Binh Thuan wordt opgericht en beslaat de districten An Phuoc (huyện An Phước) en Hoa Da (huyện Hoà Đa).
- 1827: Minh Mang richt de districten Ninh Thuan (phủ Ninh Thuận), Ham Thuan (phủ Hàm Thuần), Tuy Phong (huyện Tuy Phong) en Tuy Dinh (huyện Tuy Định) in. Binh Thuan is onderverdeeld in verschillende provincies.
- 1883: Vietnam wordt protectoraat van Frankrijk en Binh Thuan maakt nu deel uit van Cochin China.
- 1884: Binh Thuan gaat deel uitmaken van Annam.
- 1888: Keizer Dong Khanh beslist dat het district Ninh Thuan deel gaat uitmaken van de provincie Khanh Hoa.
- 1900: Keizer Thanh Thai richt het district Tuy Ly (huyện Tuy Lý) op en het district Tanh Linh (huyện Tánh Linh) dat vroeger bij Dong Nai Thuong (tỉnh Đồng Nai Thượng) hoorde, wordt bij Binh Thuan gevoegd.
- 1905: Het district Di Linh (phủ Di Linh) wordt bij Binh Thuan gevoegd.
- Vóór 1975: Binh Thuan had acht districten: Ham Thuan (Hàm Thuận), Phu Quy (Phú Quý), Thien Giao (Thiện Giáo), Hai Long (Hải Long), Hai Ninh (Hải Ninh), Hoa Da (Hòa Đa), Tuy Phong (Tuy Phong) en Phan Ly Cham (Phan Lý Chàm).
- 1976: Binh Thuan wordt gefuseerd met de provincies Binh Tuy (tỉnh Bình Tuy) en Ninh Thuan tot de provincie Tuyan Hai (tỉnh Thuận Hải).
- maart 1992: Thuan Hai wordt in tweeën gedeeld: Binh Thuan en Ninh Thuan. Het huidige Binh Thuan omvat de vroegere provincie Binh Tuy volledig (het huidige district Ham Tan. De hoofdstad van Binh Thuan is Phan Thiet.

Binh Thuan heeft een lange geschiedenis en een oude cultuur, vooral als deel van Champa, met overblijfselen van de oude Chamtoren van Pôshanư (?), de tempel van Poklong Mơhnai (?) en meer dan honderd relieken van de koninklijke familie van Champa. De Cham waren de eersten om het mineraalwater van Binh Thuan te gebruiken voor genezing. In de 13e eeuw genazen ze de melaatsheid van hun koning Che Man (Chế Mân). Prinses Huyen Tran (Huyền Trân) was heel verbaasd door de kracht van de bron en ze gaf er de naam Vĩnh Hảo aan. De Fransen gebruikten het water ervan tot in 1920. Sindsdien wordt het water geëxporteerd naar verschillende laden in de wereld.

## Economie
Volgend de huidige economische regeling hoort Binh Thuan bij de Zuidwestelijke regio (Đông Nam Bộ).

### Water
Veel rivieren ontspringen op het plateau van Di Linh (cao nguyên Di Linh) in de provincie Lam Dong en stromen door Binh Thuan op weg naar zee. Alles samen hebben de rivieren een lengte van 663 km van stroomgebied in Binh Thuan. Dit zijn onder andere de Ca Ty (sông Cà Ty, 76 km), de La Ngà (sông La Ngà, 74 km), de Quao (sông Quao, 63 km), de Long Song (sông Lòng Sông, 43 km), de Phan (sông Phan, 40 km), de Mao (sông Mao, 29 km) en de Luy (sông Luỹ, 25 km).
De provincie bezit 52 duizend km² aan territoriale wateren en is een van de drie grootste visgronden van Vietnam met een mogelijkheid om tot 240 000 ton van verschillende zeeproducten te vangen. Deze gaan vooral naar export. De kammosselen (sò điệp) zijn afkomstig van Binh Thuan, uit vier zeeparken: La Khe (La Khế), Hon Rom (Hòn Rơm), Hon Cau (Hòn Cau) en Phan Ri (Phan Rí), voor een vangst van 25 à 30 duizend ton per jaar.

### Land- en tuinbouw
De provincie Binh Thuan bezig 151 300 ha aan landbouwgrond, waaronder meer dan 50 000 ha aan rijst. Hierbij zullen weldra nog honderdduizend hectare bij komen. De vee- en vogelteelt is eveneens redelijk goed ontwikkeld. Er zijn investeringen aan de gang in de teelt van fruit- en andere bomen, vooral van điều (?), rubber, pitaya en bông vải (?).
Er zijn plannen om de landbouw te hervormen. Met een oppervlakte van 400 000 ha bossen en tuinbouwland, zijn de reserve van 25 miljoen m³ hout en de vele graslanden ideale omstandigheden voor de uitbouw van houtverwerking en van boerderijen met grotere dieren, zoals koeien en varkens.

### Mineralen
Binh Thuan heeft heel wat mineralen met grote bodemreserves:
- Bicarbonaathoudend mineraalwater: meer dan tien mijnen met grote voorraden, goede kwaliteit (waaronder mijnen met water van 700 °C) en een opbrengst van 300 miljoen liter per jaar. Er zijn twee mijnen die worden geëxploiteerd: Vinh Hao (Vĩnh Hoả) en Da Kai (Đa Kai).
- Glaszand: vier mijnen in Ham Thuan Bac, Bac Binh en Ham Tan met een reserve van 500 miljoen m³, standaardkwaliteit voor export, goed voor glas van hoge kwaliteit, onder andere voor brillenglazen.
- Graniet: zeer grote reserve, overal in de provincie.
- Bentoniet: gebruikt in de chemische- en aardolieindustrie, een reserve van 20 miljoen ton. Van ertsen van zware metalen voor de productie van titanium en zirkoon zijn er voorraden van ongeveer één miljoen ton. De mijn van Vinh Hao heeft een oppervlakte van meer dan duizend ha en een productie van 150 duizend ton per jaar.
- Zirkoon: 4 miljoen ton, grootste producent van het land.
- Aardolie is de nieuwste troef van Binh Thuan, met vele grote ontginningsgebieden op 60 km van de kust. De drie gebieden Zonsopgang (Rạng Đông), Zwarte Leeuw (Sư tử đen) en Rubi worden ontgonnen. De mijnen Witte Leeuw (Sư tử trắng) en Gouden Leeuw (Sư tử vàng) worden op dit ogenblik voorbereid voor ontginning. De nationale en regionale regeringen zijn geïnteresseerd in investeringen om de aardolie-industrie in Binh Thuan uit te bouwen om aan de nationale energiebehoeften te kunnen voldoen en voor export.

## Toerisme
Toen op 24 oktober 1995 duizenden mensen, waaronder heel wat wetenschappers, toeristen uit Vietnam en andere landen, afzakten naar Mui Ne en Phan Thiet om de totale zonsverduistering te bekijken en te onderzoeken, vond men dat de regio veel troeven had voor toerisme, zoals de mooie landschappen. Dat plaatste Binh Thuan op de toeristische kaart van Vietnam. Binh Thuan is een kustprovincie, kent heel het jaar door warmte en zonneschijn, heeft veel mooie stranden, pittoreske landschappen met veel natuur en de nodige voorzieningen. Hiermee is de provincie een van de grootste toeristische centra van het land geworden.
Er is heel wat gebouwd en voorzien voor het ontvangen van toeristen: vakantieverblijven, sportgelegenheden, mogelijkheden om bergen te beklimmen en om te vissen of te golfen, plezierboten, rustoorden, de kuuroorden van Mui Ne (in Phan Thiet), Ham Tan (Hàm Tân) en Tuy Phong (Tuy Phong). Tegenwoordig heeft Phan Thiet een golfveld met achttien holes, met een tweede veld in aanbouw, vijf grote hotels en veel luxe toeristendorpen, rustoorden aan zee... klaar om aan de noden van de bezoekers te voldoen. De provincie heeft eveneens heel wat historisch en culturele bezienswaardigheden.

### Bezienswaardigheden

#### Landschappen
- Mui Ne (Mũi Né)
- De Ta Cuberg (núi Tà Cú)

#### Historisch-cultureel
- De toren van Pôshanư
- Het paleis van Van Thuy Tu (dinh Vạn Thủy Tú)
- De school van Duc Thanh (trường Dục Thanh)
- De vuurtoren Kê Gà (Hải đăng Kê Gà)
- De watertoren gebouwd door de Laotiaanse prins Souphanouvong